# The Dethalbum
The Dethalbum - дебютный альбом виртуальной группы Dethklok из американского анимационного ситкома Metalocalypse. Он был выпущен 25 сентября 2007 года. В альбом вошли полноформатные песни из телесериала, а также ранее не издававшиеся треки. Антонио Каноббио внес свой вклад в оформление альбома.
Подарочное издание альбома включает дополнительный диск с семью бонус-треками, видео на песню "Bloodrocuted" и первый эпизод Metalocalypse второго сезона. В июле 2008 года была выпущена виниловая пластинка с бонус-треком.
Для продвижения альбома была создана гастрольная группа, состоящая из сессионных метал-музыкантов и возглавляемая Брендоном Смоллом. Смолл также предоставил музыкальные клипы, переделанные специально для концертных выступлений, которые позже были выпущены на DVD, включенном в специальное издание Dethalbum II.

## Релиз и отзывы
Альбом был выпущен 25 сентября 2007 года. Альбом был выпущен как на одном компакт-диске, так и в подарочном издании на двух дисках. Подарочное издание альбома включает дополнительный диск с семью бонус-треками, видео на песню "Bloodrocuted" и первый эпизод Metalocalypse второго сезона. В июле 2008 года Williams Street начала продавать виниловую версию альбома Dethalbum ограниченным тиражом в своем интернет-магазине. Эта версия содержит все песни из стандартного альбома, а также ремикс "Gulf Danzig" на песню "Go into the Water".
Альбом дебютировал под номером 21 в чарте Billboard 200, за первую неделю было продано 33 740 копий. The Dethalbum также транслировался 45 000 раз, когда он вышел в эфир на AOL Music в течение недели после его выпуска. Альбом был самым высокооплачиваемым дэт-металлическим альбомом в истории Billboard 200, прежде чем его обогнал Dethalbum II.
Книга гитарных FRRJHLJD этого альбома была выпущена издательством Alfred Music Publishing, которая включала DVD, на котором Сквисгаар учил соло "Duncan Hills Coffee Jingle", а Брендон Смолл учил "Deththeme". Девять треков с этого альбома включены в антологию Dethklok Bass Tab.

## Появления песен в других релизах
"Hatredcopter" был выпущен до выхода альбома в европейском издании саундтрека Saw III. Более ранняя, укороченная версия песни "Thunderhorse" представлена на Guitar Hero II. Песня "Murmaider" была использована в саундтреке к видеоигре Brütal Legend.

## Список композиций
Слова и музыка всех песен — Брендон Смолл, кроме отмеченных..
| №                   | Название                                                                              | Текст песни         | Длительность |
| ------------------- | ------------------------------------------------------------------------------------- | ------------------- | ------------ |
| 1.                  | «Murmaider» (from "Dethwater")                                                        |                     | 3:24         |
| 2.                  | «Go into the Water» (from "The Metalocalypse Has Begun")                              |                     | 4:20         |
| 3.                  | «Awaken» (from "Dethtroll")                                                           |                     | 3:37         |
| 4.                  | «Bloodrocuted» (mentioned in "Dethfam")                                               |                     | 2:18         |
| 5.                  | «Go Forth and Die» (from "Go Forth and Die")                                          |                     | 4:22         |
| 6.                  | «Fansong» (from "Mordland")                                                           |                     | 2:53         |
| 7.                  | «Better Metal Snake»                                                                  |                     | 3:27         |
| 8.                  | «The Lost Vikings»                                                                    |                     | 4:26         |
| 9.                  | «Thunderhorse» (from "Dethwater")                                                     |                     | 2:46         |
| 10.                 | «Briefcase Full of Guts» (from "Murdering Outside the Box")                           |                     | 2:44         |
| 11.                 | «Birthday Dethday» (from "Birthdayface")                                              | Small, Tommy Blacha | 2:48         |
| 12.                 | «Hatredcopter» (Does not appear in Seasons 1 or 2, later appears in "RenovationKlok") |                     | 2:56         |
| 13.                 | «Castratikron» (from "Girlfriendklok")                                                |                     | 2:57         |
| 14.                 | «Face Fisted» (Does not appear in Seasons 1 or 2, later appears in "TributeKlok")     |                     | 4:17         |
| 15.                 | «Dethharmonic» (from "Fatklok")                                                       |                     | 4:31         |
| 16.                 | «Deththeme» (from every episode;)                                                     | Small, Blacha       | 0:34         |
| Общая длительность: | Общая длительность:                                                                   | Общая длительность: | 51:40        |

| №   | Название                                | Длительность |
| --- | --------------------------------------- | ------------ |
| 17. | «Go into the Water» (Gulf Danzig Remix) | 4:20         |

| №  | Название                                                    | Текст песни   | Длительность |
| -- | ----------------------------------------------------------- | ------------- | ------------ |
| 1. | «Duncan Hills Coffee Jingle» (from "The Curse of Dethklok") | Small, Blacha | 1:15         |
| 2. | «Blood Ocean» (from "Dethstars")                            |               | 2:50         |
| 3. | «Murdertrain a Comin'» (from "Bluesklok")                   |               | 3:33         |
| 4. | «Pickles Intro»                                             |               | 0:34         |
| 5. | «Kill You» (Snakes n' Barrels Cover)                        |               | 3:39         |
| 6. | «Hatredy» (from "Dethkomedy")                               |               | 4:17         |
| 7. | «Dethklok Gets in Tune»                                     |               | 3:27         |

- Делюкс-версия iTunes включает в себя все песни из альбома Dethalbum и видеоклипа "Bloodrocuted", но только три из семи бонус-треков: "Blood Ocean", "Murdertrain a Comin'" и "Hatredy"

## Участники записи

### Вымышленные
- Нэйтан Эксплоужен (англ. Nathan Explosion)  —  вокал
- Сквизгаар Сквигельф (англ. Skwisgaar Skwigelf) — соло-гитара
- Токи Вортуз (англ. Toki Wartooth) — ритм-гитара
- Пиклз (англ. Pickles) — ударные, вокал на "Hatredcopter"
- Вильям Мёрдерфейс (англ. William Murderface) — бас-гитара

### Настоящие
- Брендон Смолл — вокал, гитара, бас-гитара, клавишные
- Джин Хоглан — ударные
- Эмили Отемн — скрипка в «Dethharmonic»